# Bayerbach (Rottal-Inn)
Pour les articles homonymes, voir Bayerbach.
Bayerbach est une commune de Bavière (Allemagne), située dans l'arrondissement de Rottal-Inn, dans le district de Basse-Bavière.